# Demografía de Guyana

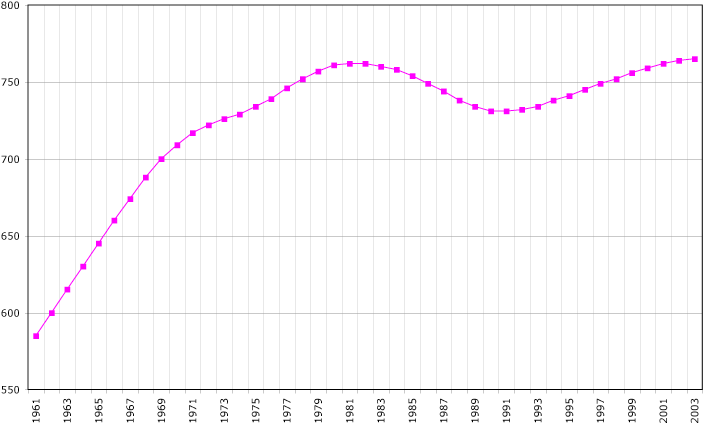
Evolución del número de población de Guyana.

La Demografía de Guyana está claramente determinada por el proceso migratorio que tuvo lugar durante su etapa como colonia y de ello se deriva una composición étnica múltiple y con una población nativa minoritaria, por lo que los dos grupos principales los componen:
- Hindúes (India) o Indo-guyaneses (alrededor del 50%) que habitan en las zonas rurales
- Africanos subsaharianos o Afro-guyaneses (entre el 36 y el 43%) residentes en los centros urbanos.

La densidad de población es en general baja, pues ronda los cuatro habitantes por kilómetro cuadrado, no obstante la población se encuentra concentrada en la zona costera donde la densidad es de 115 habitantes por km².
El idioma oficial de Guyana es el inglés, pero dada la diversidad étnica del país está muy difundida la lengua criolla guyanesa, y también se hablan diversos dialectos indígenas nativos y dialectos indios (India).

## Estadísticas de la Población
Número de habitantes: 770.794 personas

### Estructura de la población por edad
0-14 Años: 25,9 %
Hombres 101.712 individuos, Mujeres 97.907
15-64 Años:68,7%
Hombres 267.239 Mujeres 262.188
Más de 65: 5,4%
Hombres 17.610 Mujeres 24.138

### Edad media de la población
Total: 28,3 años
Hombres: 27,7 Mujeres: 28,7

## Salud
Guyana tiene un índice alto de mortalidad relacionado originada en procesos infecciosos bacterianos, por hepatitis A, enfermedades tropicales como el dengue y la malaria, y por el VIH.
La tasa de mortalidad infantil es de 30,43 muertos por cada 1000 recién nacidos.

#### VIH/SIDA
Guyana tiene una de las tasas más altas de personas infectadas en el continente americano y ha sido una de las principales causas de muerte entre la población de entre 25 y 34 años. Se estima que cerca del 2,4% de la población son portadoras del VIH. El virus ha tendido a dispersarse rápidamente debido a propensión a relaciones sexuales sin protección, siendo la prostitución la principal causa de dicha propagación, pues, por ejemplo, cerca del 31% de las sexoservidoras en Georgetown son portadoras del VIH. Se ha intentado disminuir los índices de mortalidad provocados por esta enfermedad mediante la distribución de antirretrovirales, que para 2006 fueron obtenidos por la mitad de las personas infectadas.

## Educación
Aunque el gobierno ha proporcionado educación gratuita hasta el nivel superior desde 1975, no ha asignado suficientes fondos para mantener los estándares del que había sido considerado el mejor sistema educativo de la región. Las instalaciones de las escuelas están en mal estado, hay escasez de textos y materiales escolares, el número de profesores ha disminuido, y se está comenzando a cobrar colegiaturas en el nivel superior.
El índice general de alfabetismo es del 98,8%.

## Religión
En Guyana se practican diversos cultos, no siendo ninguno de ellos plenamente mayoritario.
Según el censo de 2002, el 28,4% de la población practica el hinduismo, el 20,5% pertenece a diversas denominaciones cristianas, el 16,9% practica el pentecostalismo, el 8,1% son católicos, el 7,2% son musulmanes, el 5% son adventistas del séptimo día, el 4,4% no se consideran religiosos, el 0,5% practica el rastafarismo, otros cultos minoritarios son practicados por el 2,2% de la población, y el 0,1% pertenecen al culto Fe bahá'í que a pesar de su proporción, es en Guyana donde se encuentra la mayor comunidad de este culto en el mundo.

## Idiomas
El idioma oficial de Guyana es el inglés, siendo el único país anglófono de América del Sur continental.